# John Herschel
John Frederick William Herschel (Slough, 7 de março de 1792 — Hawkhurst, 11 de maio de 1871) foi um Inglês polímata, matemático, astrônomo, químico, inventor, fotógrafo experimental que inventou o blueprint, e fez trabalhos botânicos.
Herschel originou o uso do sistema julianos na astronomia. Ele nomeou sete luas de Saturno e quatro luas de Urano - o sétimo planeta, descoberto por seu pai, Sir William Herschel. Ele fez muitas contribuições para a ciência da fotografia e investigou o daltonismo e o poder químico dos raios ultravioleta. Seu Discurso Preliminar (1831), que defendia uma abordagem indutiva ao experimento científico e à construção de teorias, foi uma contribuição importante para a filosofia da ciência.

## Trabalhos
A preliminary discourse on the study of natural philosophy publicado no início de 1831 como parte do Cabinet cyclopædia de Dionysius Lardner, estabeleceu métodos de investigação científica com uma relação ordenada entre observação e teorização. Ele descreveu a natureza como sendo governada por leis que eram difíceis de discernir ou enunciar matematicamente, e o objetivo mais elevado da filosofia natural era compreender essas leis por meio do raciocínio indutivo, encontrando uma única explicação unificadora para um fenômeno. Esta se tornou uma declaração oficial com ampla influência na ciência, particularmente na Universidade de Cambridge, onde inspirou o estudante Charles Darwin com "um zelo ardente" para contribuir para esta obra.
Herschel publicou um catálogo de suas observações astronômicas em 1864, como o General Catalogue of Nebulae and Clusters, uma compilação de seu próprio trabalho e o de seu pai, expandindo o Catalogue of Nebulae de seu pai Herschel. Um outro volume complementar foi publicado postumamente, como o General Catalogue of 10 300 Multiple and Double Stars.
Herschel corretamente considerou o astigmatismo devido à irregularidade da córnea e teorizou que a visão poderia ser melhorada pela aplicação de alguma geléia animal contida em uma cápsula de vidro contra a córnea. Suas opiniões foram publicadas em um artigo intitulado Light em 1828 e na Encyclopædia Metropolitana em 1845.
As descobertas de Herschel incluem as galáxias NGC 7, NGC 10, NGC 25 e NGC 28.

## Fotografia

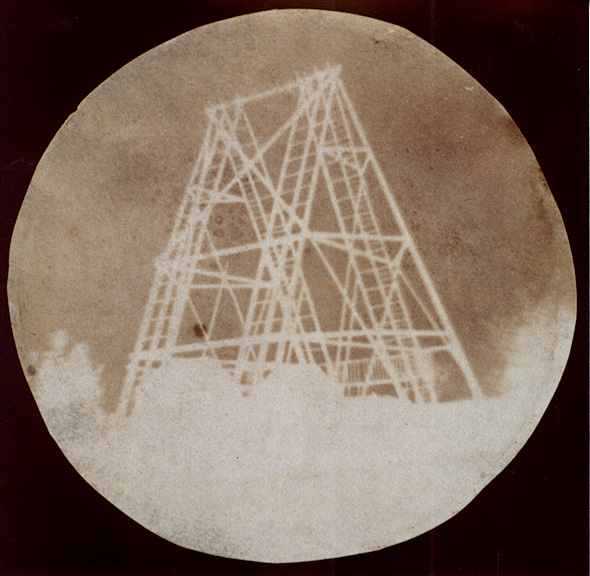
A primeira fotografia de placa de vidro de Herschel, datada de 9 de setembro de 1839, mostrando o telescópio de 12 metros

Herschel fez inúmeras contribuições importantes para a fotografia. Ele fez melhorias nos processos fotográficos, principalmente na invenção do processo de cianótipo, que ficou conhecido como blueprint, e variações, como o crisótipo. Em 1839, ele fez uma fotografia em vidro, que ainda existe, e experimentou algumas reproduções de cores, observando que os raios de diferentes partes do espectro tendiam a conferir sua própria cor a um papel fotográfico. Herschel fez experimentos usando emulsões fotossensíveis de sucos vegetais, chamadas fitótipos, também conhecidos como antótipos, e publicou suas descobertas nas Transações Filosóficas da Royal Society em Londres em 1842. Ele colaborou no início da década de 1840 com Henry Collen, pintor de retratos da Rainha Vitória. Herschel descobriu originalmente o processo da platina com base na sensibilidade à luz dos sais de platina, mais tarde desenvolvida por William Willis.
Herschel cunhou o termo fotografia em 1839. Herschel também foi o primeiro a aplicar os termos negativo e positivo à fotografia.
Herschel descobriu que o tiossulfato de sódio era um solvente dos haletos de prata em 1819, e informou Talbot e Daguerre de sua descoberta de que este "hipossulfito de soda" ("hipossulfito") poderia ser usado como um fixador fotográfico, para "consertar" fotos e torná-los permanentes, após aplicá-lo experimentalmente no início de 1839.
A pesquisa inovadora de Herschel sobre o assunto foi lida na Royal Society em Londres em março de 1839 e janeiro de 1840.

## Obras publicadas

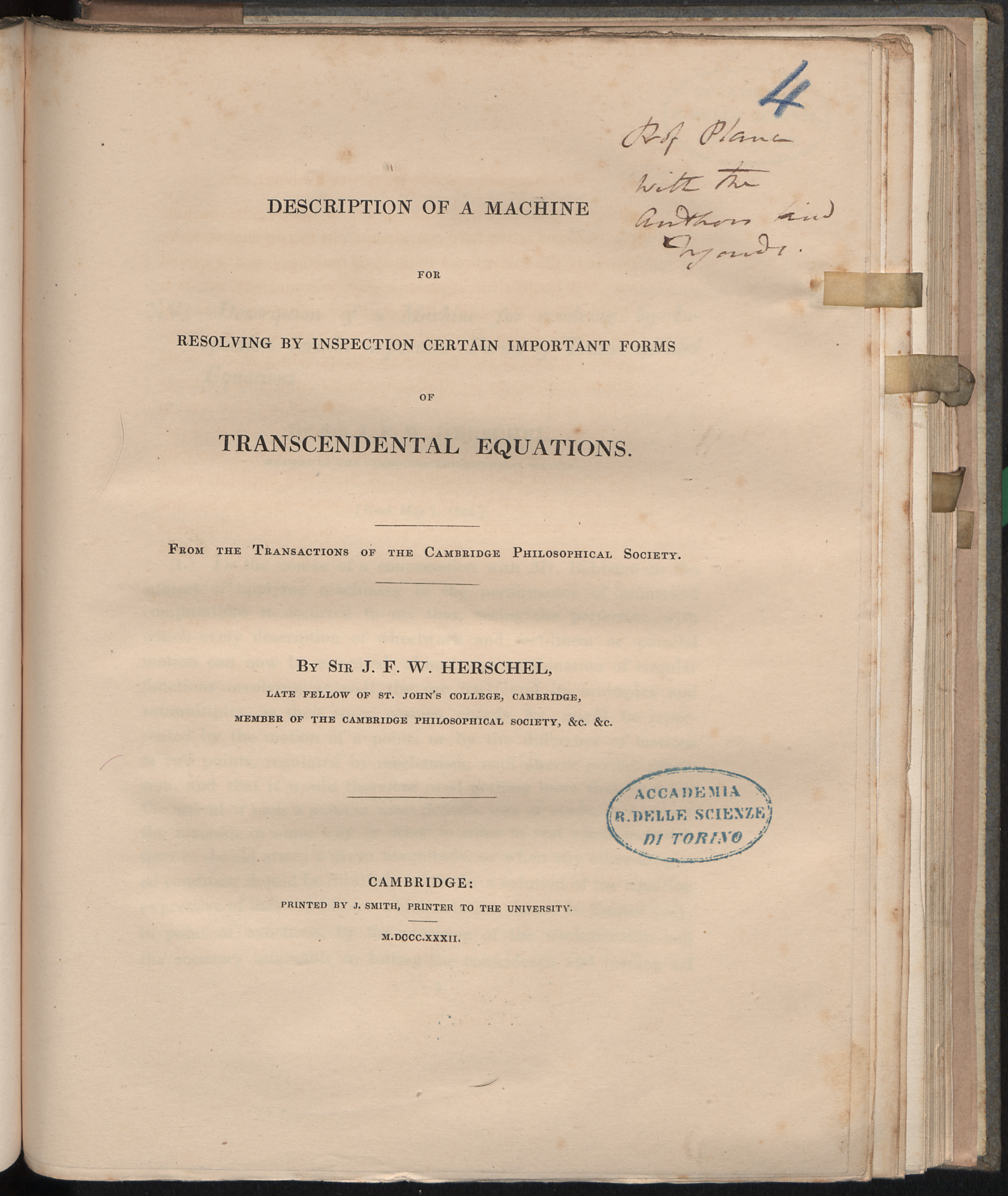
Description of a machine for resolving by inspection certain important forms of transcendental equations, 1832

- «On the Hyposulphurous Acid and its Compounds», The Edinburgh Philosophical Journal, 1, 1819
- On the Aberration of Compound Lenses and Object-Glasses (1821)
- Book-length articles on "Light", "Sound" and "Physical Astronomy" for the Encyclopaedia Metropolitana (30 vols. 1817–45)
- A Treatise on Astronomy 3rd ed. Philadelphia: Carey, Leah and Blanchard. 1835
- «On the Chemical Action of the Rays of the Solar Spectrum on Preparations of Silver and Other Substances, Both Metallic and Non-Metallic, and on Some Photographic Processes», Philosophical Transactions of the Royal Society of London, ISSN 0261-0523, 130: 1–59, 20 de fevereiro de 1840, Bibcode:1840RSPT..130....1H, JSTOR 108209, doi:10.1098/rstl.1840.0002.
- Results of Astronomical Observations made during the Years 1834, 5, 6, 7, 8, at the Cape of Good Hope: Being the Completion of a Telescopic Survey of the Whole Surface of the Visible Heavens, Commenced in 1825, London: Smith, Elder and Co., 1847
- Manual of Scientific Inquiry (ed.), (1849)
- Meteorology (1861)
- Outlines of Astronomy. [S.l.]: D. Appleton and Company. 1876
- A Preliminary Discourse on the Study of Natural Philosophy. London: Longman, Rees, Orme, Brown & Green. 1880
- General Catalogue of 10,300 Multiple and Double Stars (published posthumously)
- Familiar Lectures on Scientific Subjects. [S.l.]: George Routledge & Sons. 1869. Bibcode:1869flss.book.....H
- General Catalogue of Nebulae and Clusters